# 時鐘座TU
時鐘座TU，又名CD-47 1071，HD 21981、SAO 216357、HR 1081，是時鐘座的一颗恒星，视星等为5.99，位于銀經256.87，銀緯-53，其B1900.0坐标为赤經3h 27m 24.4s，赤緯-47° -53′ 0″。